# Open GDF Suez 2012
L'Open GDF Suez 2012 è stato un torneo di tennis giocato sul cemento indoor. È stata la 20ª edizione dell'Open GDF Suez (formalmente conosciuto come Open Gaz de France) che fa parte della categoria Premier nell'ambito del WTA Tour 2012. Si  è giocato allo Stade Pierre de Coubertin di Parigi in Francia dal 6 al 12 febbraio 2012.

## Partecipanti

### Teste di serie
| Nazionalità | Giocatrice              | Ranking* | Testa di serie |
| ----------- | ----------------------- | -------- | -------------- |
| Russia      | Marija Šarapova         | 3        | 1              |
| Francia     | Marion Bartoli          | 7        | 2              |
| Cina        | Li Na                   | 9        | 3              |
| Serbia      | Jelena Janković         | 13       | 4              |
| Germania    | Sabine Lisicki          | 14       | 5              |
| Germania    | Julia Görges            | 21       | 6              |
| Italia      | Roberta Vinci           | 23       | 7              |
| Spagna      | Anabel Medina Garrigues | 24       | 8              |
| Germania    | Angelique Kerber        | 27       | 9              |

* Ranking al 30 gennaio 2012

### Altre partecipanti
Giocatrici che hanno ricevuto una Wild card:
- Alizé Cornet
- Pauline Parmentier

Giocatrici passate dalle qualificazioni:

- Mona Barthel
- Bethanie Mattek-Sands
- Kristina Barrois
- Gréta Arn
- Alberta Brianti (lucky loser)
- Varvara Lepchenko (lucky loser)
- Jill Craybas (lucky loser)

## Campionesse

### Singolare
Angelique Kerber ha battuto  Marion Bartoli per 7–6(3) , 5-7, 6-3
- È il 1º titolo in carriera per Angelique Kerber.

### Doppio
Liezel Huber /  Lisa Raymond hanno battuto  Anna-Lena Grönefeld / Petra Martić per il punteggio di 7–6(3), 6-1.